# پایپر پی‌ای-۲۴ کومانچی
پایپر پی‌ای-۲۴ کومانچی (به انگلیسی: Piper PA-24 Comanche) یک هواگرد ملخ‌پیشین تک‌موتوره از نوع ترابری غیرنظامی ساخت شرکت پایپر ایرکرفت است. هواگرد پی‌ای-۲۴ کومانش نخستین پروازش را در Template:تاریخ آغاز و سن میلادی انجام داد. این هواگرد در سال ۱۹۵۸ میلادی رسماً معرفی گردید و در سال‌های ۱۹۵۷–۱۹۷۲ تولید شده‌است. در مجموع، تعداد ۴٬۸۵۷ فروند از این هواگرد ساخته شده‌است.